# La Chapelle-aux-Naux
La Chapelle-aux-Naux è un comune francese di 540 abitanti situato nel dipartimento dell'Indre e Loira nella regione del Centro-Valle della Loira.

## Società

### Evoluzione demografica
Abitanti censiti